# T.T. Quick
T.T. Quick war eine US-amerikanische Heavy-Metal-Band, die 1979 in Osbornville, New Jersey, gegründet wurde.

## Geschichte
1983 nahm Jon Zazula die Band für Megaforce Records unter Vertrag. Es folgte die Veröffentlichung der EP T.T. Quick (1984) und des Albums Metal of Honor (1986). Aufgrund gesundheitlicher Probleme von Schlagzeuger Erik Ferro erfolgte eine Trennung, 1989 die Wiedervereinigung und das Album Sloppy Seconds. Nach erneuter Trennung 1992 wurde 2000 das letzte Studioalbum Ink veröffentlicht. Danach verließ Sänger Mark Tornillo die Band und schloss sich schließlich 2009 der deutschen Heavy-Metal-Band Accept an.
Gitarrist David DiPietro hat unter anderem Zakk Wylde beeinflusst. T.T. Quick treten mittlerweile nur noch vereinzelt auf, etwa 2007 und 2013.

## Diskografie
EPs und Alben
- 1984: T.T. Quick (Megaforce)
- 1986: Metal of Honor (Megaforce)
- 1989: Sloppy Seconds (Halycon)
- 2000: Ink (Ocean)

Livealbum
- 1992: Thrown Together Live (Halycon)